# Josef Argauer
Josef Argauer, plus connu sous le nom de Pepi Argauer, né le 15 novembre 1910 à Vienne à l'époque en Autriche-Hongrie et aujourd'hui en Autriche, et mort le 10 octobre 2004, est un entraîneur de football autrichien.

## Biographie
Il dirige l'équipe d'Autriche pendant 18 matchs entre 1956 et 1958. Il est le sélectionneur de l'équipe d'Autriche lors de la Coupe du monde 1958 en Suède.